# 佐伯卯四郎
佐伯 卯四郎（さえき うしろう、1891年2月1日 - 1972年1月12日）は、日本の実業家・政治家。日本陶器社長や、中部経済連合会会長、参議院議員等を務めた。

## 人物・経歴
1912年東京高等商業学校（現一橋大学）卒業。1914年森村組入社。1934年日本陶器取締役。1939年日本陶器常務取締役。1942年日本陶器専務取締役。1946年日本陶器取締役社長。1947年第1回参議院議員通常選挙愛知県選挙区当選（補欠、任期3年）。1954年中部経済連合会会長。1955年に中部経済同友会が設立されると、金子嘉徳とともに初代代表幹事に就任。同年藍綬褒章受章。1961年日本陶器取締役会長、東洋陶器取締役、日本碍子取締役、名古屋商工会議所副会頭、名古屋テレビ塔取締役、学校法人名城大学理事等も歴任した。1965年勲三等旭日中綬章受章。1972年正四位勲二等瑞宝章。

## 親族
ノリタケカンパニーリミテド代表取締役社長を務めた佐伯進は子。